# Lariophagus
Lariophagus is een geslacht van vliesvleugeligen uit de familie Pteromalidae. De wetenschappelijke naam van dit geslacht is voor het eerst geldig gepubliceerd in 1909 door Crawford.

## Soorten
Het geslacht Lariophagus omvat de volgende soorten:
- Lariophagus distinguendus (Förster, 1841)
- Lariophagus dryorhizoxeni (Ashmead, 1886)
- Lariophagus fimbriatus Boucek, 1965
- Lariophagus kuwayamai Kamijo, 1981
- Lariophagus obtusus Kamijo, 1981
- Lariophagus puncticollis (Möller, 1882)
- Lariophagus rufipes Hedqvist, 1978
- Lariophagus teutonus (Dalla Torre, 1898)
- Lariophagus texanus Crawford, 1909